# Merhautova 13
Merhautova 13, též známý jako Freundschaft, je nájemní dům čp. 931 v Brně-Černých Polích v městské části Brno-sever. Architektonicky i urbanisticky hodnotný nárožní obytný blok (Merhautova 13, Ryšánkova, Slepá) byl postaven v duchu funkcionalismu puristické formy. Stavba vznikla za financovaní Obecně prospěšného stavebního družstva Freundschaft v roce 1932. Družstvo pro stavbu oslovilo brněnské židovské architekty Heinricha Bluma a Zikmunda Kerekese, aby navrhli nájemní blok pro rozlehlou parcelu na Merhautově ulici.
Přestože se podobným tématem o něco dříve zabýval Jindřich Kumpošt, je Freundschaft jediným projektem, který důsledně přenáší z Vídně do Brna typologii obytných superbloků.
Objekt má sice přidělených 11 adresních bodů, potažmo čísel orientačních (Merhautova 931/13, 13a, 13b, 13c, 13d, 13e, 13f, 13g, 13h, 13i, 13j), ale v RÚIAN není jejich poloha rozlišena a všechny jsou zaměřeny do středu vnitrobloku, mimo budovu. Všechny vchody jsou přístupné pouze z vnitřní strany bloku, přičemž vnitroblok není volně veřejně přístupný. Z ulic Slepé a Ryšánkovy objekt žádné adresy oficiálně přiděleny nemá.

## Popis
Podle návrhu architektů vznikl šestipatrový bytový komplex tvořený třemi křídly a vnitřním dvorem, který je přístupný z Merhatuovy ulice. Celý areál má minimalistickou estetiku typickou pro tvorbu architektů, ale použitou i z důvodu minimalizace nákladů. Typické je pro ně střídání typizovaných čtyřdílných „vídeňských“ kachlových oken a nevelkých balkónů. Okna nemají typické okenní římsy. Horizontálnost a monumentalitu stavby zdůrazňuje široká plocha po střechou a minimalisticky jednoduchá, vystupující korunní římsa.
Na fasádě orientované do dvora se střídají vystupující balkony, okenní římsy a vertikální schodišťová okna.
Na každém patře jednotlivé domovní sekce se nacházejí dva dvoupokojové byty s balkonem do dvora a jeden menší byt s obytnou kuchyní a malým balkonem orientovaným do ulice. Celý bytový dům stojí na mírném svahu, což umožnilo na ulici Merhautova zbudovat obchodní prostory v suterénu.
Dům prošel v roce 2017 renovací podle návrhu brněnského ateliéru architekta Petra Hrůši.